# Жиль Робер де Воґонді
Жіль Робе́р де Вогонді́ (фр. Gilles Robert de Vaugondy; (*1688—†1766)  також відомий як Le Sieure або Monsieur Robert та його син Дідьє Робер де Вугонді були провідними французькими географами та картографами 18 ст. Жіль Роберт де Вогонді, як правило, підписував свої карти «М. Robert », а Дідьє - «Robert de Vaugondy» (іноді додаючи «fils» або «filio»). У деяких випадках до кінця не ясно, хто Жіль чи Дідьє склали дану карту.

## Життєпис
Жіль Робер де Вогонді походить з родини Нікола Сансона (1600-1667 рр.) і є нащадок його онука П'єра Мулард-Сансона. Від нього успадкував більшу частину картографічного матеріалу Нікола Сансона. Цей матеріал він разом з сином об'єднав з картами і пластинами, набутими після смерті Юбера Жайо в 1712 р., щоб створити основу Всесвітнього Атласу. Після Абрагама Ортеліуса (Abraham Ortelius; 1527 —1598) і Герарда Меркатора(Gerhardus Mercator; 1512-1594) Вогонді спираючись на їх джерела значно просунули вперед картографію тієї епохи.Основні праці: "Géographie sacrèe et historique de l'Ancien et du Nouveau Testament" (1747), "Usage des globes céleste et terrestre" (1752), "Petit Atlas" (1748), "Atlas universel" (1757), "Atlas portatif" (1762). Робер Вогонді  склав «Карту середньовічного світу» в кращих європейських традиціях. На ній він показав країни Середнього Сходу та Південного Кавказу. На мапі детально показані контури морів, кордони держав відтінені різнобарвною кантівкою. Основа історичної карти Робера Вогонді досить точна, автор явно використовував найдетальніші матеріали картографів-сучасників.

## Карти України
1748 р. Карта - «L'Europe. Divisee suivant ses principaux Etats». Напис на мапі (від Дніпра до Дону): "Ukraine ou Cosaquie" (Україна козацька).
1748 р. Карта -“Russie Blanche ou Moscovie...” (Русь Біла, або Московія) поміщена в атласі “Atlas portatif universel et militaire”. Лівобережна Україна позначена як Ukraie ou Cosaquie (Україна Козацька), Правобережна Україна – Pologne (Польща).. 
1751 р. Карта – «POLOGNE». Західна Україна на мапі – Russie Noire (Чорна Русь).. 

1751 р. Жіль Робер де Вугонді та Дідьє Робер де Вугонді створюють карту «L'Europe divisee en ses principaux Etats…». Видана в Парижі в 1757 р. в «Atlas Universel». Масштаб 1:9 500 000. На півдні Київська та Білгородська губернії межують з землями Запорізьких козаків (Cosaques Zaporiski) і Ногайців (Tartares Nogayes). На карті напис Dzyke Pole (Дике Поле) розміщений на землях запорізьких козаків.
У наступному році (1752) Жіль Робер де Вугонді та Дідьє Робер де Вугонді створюють ще одну карту «Partie méridionale de la Russie européenne où sont distinguées exactement toutes les provinces, d'après le détail de l'Atlas Russien» де показано українські землі. Ця мапа теж видана в Парижі в 1757 р. в «Atlas Universel». Масштаб 1:3 400 000. На півдні Київська та Білгородська губернії межують з землями Запорізьких козаків (Cosaques Zaporiski) і Ногайців (Tartares Nogayes).
1754 р. Жиль Робер де Вугонді та Дідьє Робер де Вугонді доповнюють карту «Partie méridionale de la Russie européenne où sont distinguées exactement toutes les provinces, d'après le détail de l'Atlas Russien» картою-вставкою "Developpement de la Nouvelle Servie" (Адміністративні кордони Нової Сербії). Мапа видана в Парижі. Франсуа  Сантіні в 1776 р. перевидає її в «Atlas Universel dressée sur les meuilleures cartes modernes 1776», а пізніше у Венеції в 1784 р. 
На карті з’являється напис «UKRAINE». Середня Наддніпрянщина (Правобережна та Лівобережна) позначена як «UKRAINE». На півдні Київська та Білгородська губернії межують з землями Запорізьких козаків (Cosaques Czaporowski) та Ногайців (Tartares Nogayes).На основній карті землі Запорізьких козаків (Cosagues Czaporowski) та Кримського ханства (Petite Tatarie) замальовані одним кольором і в одних кордонах. Таким чином, французькі картографи показали землі Запорізьких козаків у складі Кримського ханства, яке в цей час знаходилося (до 1774 р.) в складі Османської імперії. На карті добре видно, що Zaporozskaia Sjecza (Запорізька Січ) і Kudak (тепер м. Дніпро) позначені як міста з невеликими фортецями. Elisabethgorod (Кропивницький), Ingulgorod (?) показані містами без фортець.
На спеціальній вставці "Developpement de la Nouvelle Servie" (Адміністративні кордони Нової Сербії) розташування Нової Сербії відповідає північній частині Кіровоградської області нинішньої України. Територія Нової Сербії з адміністративним поділом на полки показана у складі Російської імперії. Таким чином, підтверджувалася належність земель до Росії. А ось територію Запорізьких козаків показано як нейтральну (Neutre). У нижній (південній) частині вставки вказаний кордон з Туреччиною (Frontieres de la Turquie).
Жіль Робер де Вугонді у 1762 р. видає карту «Partie Meridionale de la Russie Européenne, Tartarie Rusienne, Petite Tartarie..». Формат 24 x 30 cм. Мапа видана в Парижі. Середня Наддніпрянщина (Правобережна та Лівобережна) позначена як «UKRAINE», напис досягає Бахмута (на Донеччині). На території Кримського ханства (Petite Tartarie) показано запорізьких козаків (Cosaques Saporowi). На Дону показані донські козаки (Cosaques du Don).

## Праці
- Atlas portatif, universel et militaire, composé d'après les meilleures cartes, tant gravées que manuscrites, des plus célèbres géographes et ingenieurs (1748)
- Partie Septentrionale du Royaume de Naples (1748)
- Royaumes d'Espagne et de Portugal (1748.)
- Amérique Septentrionale dressée, sur les relations les plus modernes des voyageurs et navigateurs, et divisée suivant les differentes possessions des Européens (1750)
- Isles de Saint Domingue ou Hispaniola, et de la Martinique (1750)
- La Judée, ou, Terre Sainte, divisée en ses douze tribus (1750)
- L'Empire du Japon divisé en sept principales parties, et subdivisé en soixante et six royaumes (1750)
- Partie de la Mer du Nord, où se trouvent les Grandes et Petites Isles Antilles, et les Isles Lucayes (1750)
- Royaume d'Irlande divisé en ses quatre provinces et subdivisé en comtés (1750)
- L'Empire de la Chine dressé d'après les cartes de l'Atlas Chinois (1751)
- Les Indes Orientales, où sont distingués les empires et royaumes qu'elles contiennent tirées du Neptune Oriental (1751)
- Environs de Paris (1753)
- Gouvernemens généraux du Maine et Perche, de l'Anjou, de la Touraine, et du Saumurois (1753)
- Atlas universel (1755)
- Carte de la Virginie et du Maryland (1755)
- Partie de l'Amérique septentrionale, qui comprend le cours de l'Ohio, la Nlle. Angleterre, la Nlle York, le New Jersey, la Pensylvanie, le Maryland, la Virginie, la Caroline (1755)
- Turquie Européenne (1755)[4].